# Guardie Scozzesi

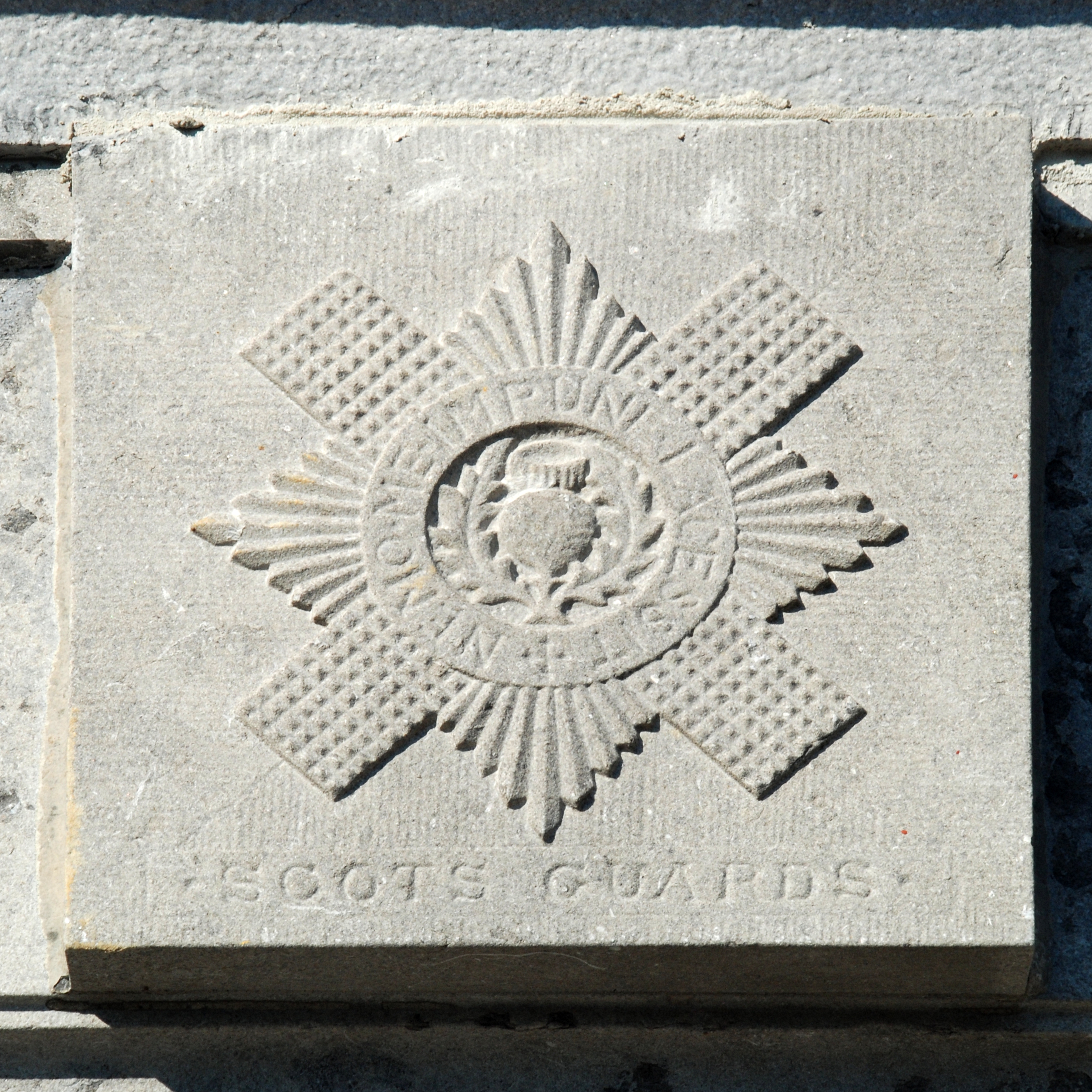
Emblema del reggimento sul Monumento Gordon a Waterloo.

Le Guardie Scozzesi (Scots Guards, abbreviato in SG), parte della Divisione Guardie (Guards Division), sono uno dei reggimenti di Guardie a piedi dell'esercito britannico.
Le origini di questo corpo risalgono alla guardia personale del principe Carlo I d'Inghilterra e Scozia nel 1642, e venne considerata parte effettiva dell'esercito britannico nell'anno 1686.

## Caratteristiche

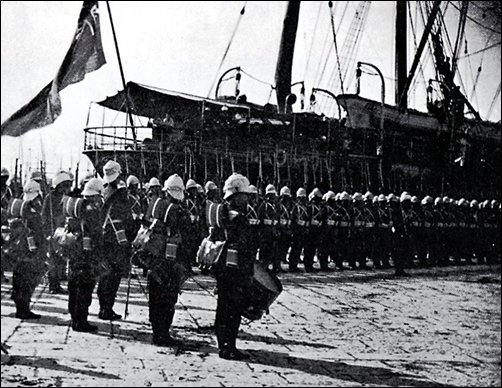
Il Primo battaglione ad Alessandria d'Egitto nel 1882

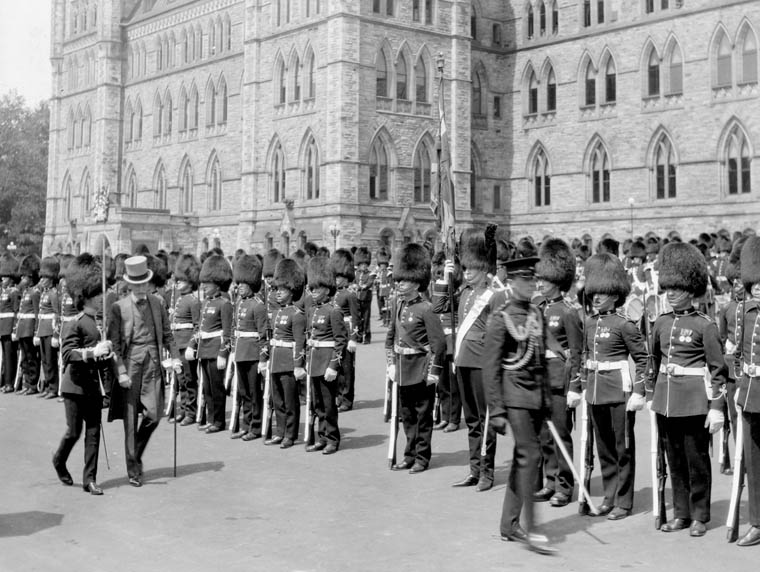
Sua Eccellenza il Visconte Willingdon passa in rassegna le Foot Guards (1927)

Le Guardie Scozzesi sono classificate come terzo reggimento delle guardie a piedi (Foot Guards) e sono facilmente riconoscibili dalla presenza di uno spazio ogni tre bottoni sulla giacca della divisa.
Il reggimento consiste oggi in un solo battaglione operativo di fanteria meccanizzata, che dal 2008 si trova di stanza a Catterick. Il reggimento, dal 1993, mantiene una compagnia indipendente situata a Wellington Barracks, Londra, che svolge un compito di rappresentanza, a custodia dei colori e delle tradizioni del 2º Battaglione posto in attività momentaneamente sospesa nel 1993.
Le Guardie Scozzesi non sono da confondersi con la quasi omonima Garde écossaise, corpo d'élite di militari scozzesi che venne fondata nel 1420 da Carlo VII di Francia come guardie personali del monarca francese, e che furono definitivamente sciolte nel 1830 all'abdicazione di Carlo X.

## Onori di guerra
- Periodo ante-Prima guerra mondiale: Namur 1695, Dettingen, Lincelles, Egitto, Talavera, Barrosa, Fuentes de Oñoro, Salamanca, Nive, Waterloo, Alma, Inkerman, Sebastopoli, Tell al-Kebir, Rivolta di 'Orabi, Suakin 1885, Modder River, Seconda guerra boera
- Prima guerra mondiale:
  - Fronte occidentale: Grande ritirata, Marna 1914, Aisne 1914, Ypres 1914, Langemarck 1914, Gheluvelt, Nonne Bosschen, Givenchy 1914, Neuve-Chapelle, Aubers, Festubert 1915, Loos, Somme 1916 1918, Flers Courcelette, Morval, Pilckem, Poelcapelle, Ypres 1917, Cambrai 1917 Cambrai 1918, St. Quentin, Albert 1918, Bapaume 1918, Arras 1918, Drocourt-Quéant, Linea Hindenburg, Havrincourt, Canal du Nord, Selle, Sambre
- Seconda guerra mondiale:
  - Fronte occidentale: Stien, Norway 1940, Quarry Hill, Estry, Venlo Pocket, Renania, Reichswald, Kleve, Moyland, Hochwald, Reno, Lingen, Uelzen.
  - Campagna del Nordafrica: Halfaya 1941, Sidi Suleiman, Assedio di Tobruch, Gazala, Knightsbridge, Prima battaglia di El Alamein, Médenine, Tadjera Khir, Medjez Plain, Grich el Oued, Djebel Bou Aoukaz 1943 I.
  - Campagna d'Italia: Salerno, Battipaglia, Volturno, Rocchetta e Croce, Monte Camino, Campoleone, Carroceto, Linea del Trasimeno, Avanzata di Firenze, Monte San Michele, Catarelto Ridge, Argenta Gap.
- Post Seconda guerra mondiale: Guerra delle Falkland, Guerra del Golfo.

## Alleanze
- Australia - 3rd Battalion, Royal Australian Regiment